# 石川良輔
石川良輔（いしかわ りょうすけ、1931年1月3日-　）は、日本の昆虫学者、東京都立大学名誉教授。初期には膜翅目の系統分類学の研究に携わり、やがてオサムシの種分化の研究を開拓した。

## 略歴
京都府生まれ。横浜国立大学理学部生物学科卒業。九州大学大学院農学研究科昆虫学専攻博士課程満期退学。1971年「日本産コツチバチ属の検討」で、理学博士（北海道大学）。国立科学博物館研究員、東京都立大学理学部教授、95年定年退官、名誉教授。

## 著書
- 『オサムシを分ける錠と鍵』八坂書房 1991
- 『うちのカメ オサムシの先生カメと暮らす』八坂書房 1994
- 『昆虫の誕生 一千万種への進化と分化』1996 中公新書

### 編共著
- 『標準原色図鑑全集 第2巻 昆虫』中根猛彦,青木淳一共著 保育社 1966
- 『節足動物の多様性と系統』(編)岩槻邦男,馬渡峻輔監修 裳華房 バイオディバーシティ・シリーズ 2008

### 監修
- スー・ハベル『虫たちの謎めく生態 女性ナチュラリストによる新昆虫学』中村凪子訳 早川書房 1997

## 論文
- <石川良輔